# La Godefroy

La Godefroy este o comună în departamentul Manche, Franța. În 1 ianuarie 2022 avea o populație de 295 de locuitori.